# Stuart Lewis-Evans
Stuart Nigel Lewis-Evans (* 20. April 1930 in Luton, England; † 25. Oktober 1958 in East Grinstead, Sussex) war ein britischer Automobilrennfahrer.

## Karriere
Wie viele andere Rennfahrer jener Epoche verdiente sich Lewis-Evans, der Sohn eines Garagenbesitzers, seine ersten Sporen im Motorsport bei Rennen in der 500-cm³-Klasse, die damals in Großbritannien ein großes Feld von Nachwuchsfahrern und Marken anzogen. Auch Stuarts Vater nahm an diesen Rennen teil, und des Öfteren fuhren Vater und Sohn gegeneinander. 1956 wurden die großen Teams auf ihn aufmerksam, zunächst kam er zu Connaught, für das er 1957 einen nicht zur WM zählenden Lauf auf dem Goodwood Circuit gewinnen konnte. Bei seinem ersten WM-Einsatz, dem Großen Preis von Monaco 1957, belegte er auf Anhieb Rang vier. Daraufhin verschaffte ihm Ferrari ein Cockpit beim 24-Stunden-Rennen von Le Mans, das er als Fünfter beendete. In der Folge wechselte er zum britischen Rennstall Vanwall, wo er zwar nur dritter Fahrer hinter Stirling Moss und Tony Brooks war, aber dennoch mit guten Leistungen auffiel. So beendete er den Großen Preis von Pescara als Fünfter und erreichte beim Großen Preis von Italien die Pole-Position.
In der Formel-1-Saison 1958 hatte Lewis-Evans maßgeblichen Anteil daran, dass sein Team Vanwall den erstmals ausgetragenen Konstrukteurstitel gewinnen konnte. Mit zwei dritten Plätzen (in Belgien und Portugal) und einem vierten Platz in Großbritannien wurde er Neunter der Weltmeisterschaft. Sein Schicksal ereilte ihn beim letzten Saisonrennen, dem Grand Prix von Marokko in Casablanca am 19. Oktober. In Runde 42 hatte sein Vanwall einen kapitalen Motorschaden, Lewis-Evans blieb neben der Strecke im Sand stehen und der Wagen ging in Flammen auf. Der Engländer kroch mit schweren Verbrennungen aus seinem Wagen, aber er erlitt einen Schock, so dass er vor den Feuerwehrleuten, die ihm helfen wollten, davonrannte.
Seine Brandverletzungen waren anfangs nicht lebensgefährlich. Erst durch die unsachgemäße Hilfe der marokkanischen Helfer (nicht sterile Decken und Verbandsmaterial) verschlimmerten sich die Verletzungen. Lewis-Evans flog erst am nächsten Tag in derselben Maschine wie Weltmeister Mike Hawthorn nach England und wurde dann erst in ein Hospital gebracht, wo er allerdings weitere fünf Tage später seinen schweren Brandverletzungen erlag.
Der Tod des beliebten, erst 28-jährigen Fahrers war nach den tödlichen Unfällen von Luigi Musso und Peter Collins ein erneuter Schock für die Formel 1 und hatte möglicherweise Anteil daran, dass sich Vanwall zum Saisonende aus der Formel 1 zurückzog.

## Statistik

### Statistik in der Automobil-Weltmeisterschaft

#### Gesamtübersicht
| Saison | Team                     | Chassis          | Motor          | Rennen | Siege | Zweiter | Dritter | Poles | schn. Rennrunden | Punkte | WM-Pos. |
| ------ | ------------------------ | ---------------- | -------------- | ------ | ----- | ------- | ------- | ----- | ---------------- | ------ | ------- |
| 1957   | Connaught Engineering    | Connaught Type B | Alta 2.5 L4    | 1      | −     | −       | −       | −     | −                | 5      | 12.     |
| 1957   | Vandervell Products Ltd. | Vanwall VW5      | Vanwall 2.5 L4 | 5      | −     | −       | −       | 1     | −                | 5      | 12.     |
| 1958   | Vandervell Products Ltd. | Vanwall VW5      | Vanwall 2.5 L4 | 8      | −     | −       | 2       | 1     | −                | 11     | 9.      |
| Gesamt | Gesamt                   | Gesamt           | Gesamt         | 14     | −     | −       | 2       | 2     | −                | 16     |         |

#### Einzelergebnisse
| Saison | 1   | 2   | 3   | 4 | 5   | 6 | 7   | 8 | 9   | 10  | 11 |
| ------ | --- | --- | --- | - | --- | - | --- | - | --- | --- | -- |
| 1957   |     |     |     |   |     |   |     |   |     |     |    |
|        | 4   |     | DNF | 7 | DNF | 5 | DNF |   |     |     |    |
| 1958   |     |     |     |   |     |   |     |   |     |     |    |
|        | DNF | DNF |     | 3 | DNF | 4 | DNA | 3 | DNF | DNF |    |

| Legende  | Legende            | Legende                                                          |
| Farbe    | Abkürzung          | Bedeutung                                                        |
| -------- | ------------------ | ---------------------------------------------------------------- |
| Gold     | –                  | Sieg                                                             |
| Silber   | –                  | 2. Platz                                                         |
| Bronze   | –                  | 3. Platz                                                         |
| Grün     | –                  | Platzierung in den Punkten                                       |
| Blau     | –                  | Klassifiziert außerhalb der Punkteränge                          |
| Violett  | DNF                | Rennen nicht beendet (did not finish)                            |
| Violett  | NC                 | nicht klassifiziert (not classified)                             |
| Rot      | DNQ                | nicht qualifiziert (did not qualify)                             |
| Rot      | DNPQ               | in Vorqualifikation gescheitert (did not pre-qualify)            |
| Schwarz  | DSQ                | disqualifiziert (disqualified)                                   |
| Weiß     | DNS                | nicht am Start (did not start)                                   |
| Weiß     | WD                 | zurückgezogen (withdrawn)                                        |
| Hellblau | PO                 | nur am Training teilgenommen (practiced only)                    |
| Hellblau | TD                 | Freitags-Testfahrer (test driver)                                |
| ohne     | DNP                | nicht am Training teilgenommen (did not practice)                |
| ohne     | INJ                | verletzt oder krank (injured)                                    |
| ohne     | EX                 | ausgeschlossen (excluded)                                        |
| ohne     | DNA                | nicht erschienen (did not arrive)                                |
| ohne     | C                  | Rennen abgesagt (cancelled)                                      |
| ohne     | keine WM-Teilnahme |                                                                  |
| sonstige | P/fett             | Pole-Position                                                    |
| sonstige | 1/2/3/4/5/6/7/8    | Punktplatzierung im Sprint-/Qualifikationsrennen                 |
| sonstige | SR/kursiv          | Schnellste Rennrunde                                             |
| sonstige | *                  | nicht im Ziel, aufgrund der zurückgelegten Distanz aber gewertet |
| sonstige | ()                 | Streichresultate                                                 |
| sonstige | unterstrichen      | Führender in der Gesamtwertung                                   |

### Le-Mans-Ergebnisse
| Jahr | Team                          | Fahrzeug              | Teamkollege    | Platzierung | Ausfallgrund |
| ---- | ----------------------------- | --------------------- | -------------- | ----------- | ------------ |
| 1957 | Scuderia Ferrari              | Ferrari 315S          | Martino Severi | Rang 5      |              |
| 1958 | David Brown Racing Department | Aston Martin DBR1/300 | Roy Salvadori  | Ausfall     | Unfall       |

### Einzelergebnisse in der Sportwagen-Weltmeisterschaft
| Saison | Team             | Rennwagen         | 1   | 2   | 3   | 4   | 5   | 6   | 7   |
| ------ | ---------------- | ----------------- | --- | --- | --- | --- | --- | --- | --- |
| 1957   | Scuderia Ferrari | Ferrari 315S      | BUA | SEB | MIM | NÜR | LEM | KRI | CAR |
| 1957   | Scuderia Ferrari | Ferrari 315S      |     | 5   |     |     |     |     |     |
| 1958   | Aston Martin     | Aston Martin DBR1 | BUA | SEB | TAR | NÜR | LEM | RTT |     |
| 1958   | Aston Martin     | Aston Martin DBR1 |     |     |     | DNF | DNF | 3   |     |